# Casa de Sandoval y Rojas
La casa de Sandoval y Rojas es un linaje nobiliario español originario de la Corona de Castilla, cuyo nombre procede de la unión de los apellidos Sandoval y Rojas, referidos a los municipios de Sandoval de la Reina y a Rojas. El linaje adoptó el apellido compuesto tras el matrimonio a fines del siglo XIV de Fernán Gutiérrez de Sandoval, señor de Sandoval, Villavieco y Gaveros, con Inés de Rojas, de la casa de Rojas, hija del II señor de Monzón y Cabia y heredera de Sancho de Rojas, arzobispo de Toledo. Los miembros alcanzaron gran poder y llegaron a ostentar el marquesado de Denia, el condado y después ducado de Lerma, el condado de Ampudia y el ducado de Uceda, siendo el más conocido el I duque de Lerma, valido de Felipe III de España.

## Escudo de Armas
Escudo partido:
- Primer cuartel: en campo de oro una banda de sable (Sandoval);
- Segundo cuartel: en campo de oro cinco estrellas de ocho rayas de azur puestas en aspa (Rojas);
- Bordura del escudo de oro con siete compones de veros de plata y azur.

## Títulos de nobleza otorgados originalmente a los Sandoval y Rojas
- Marquesado de Denia, creado a favor de Diego Gómez de Rojas y Sandoval, en 1484 por los Reyes Católicos;
- Condado de Lerma, creado  a favor de Diego Gómez de Rojas y Sandoval, en 1484 por los Reyes Católicos;
- Ducado de Lerma, creado a favor de Francisco de Sandoval y Rojas, V marqués de Denia y IV conde de Lerma, el 11 de noviembre de 1599 por el rey Felipe III;
- Marquesado de Cea, a favor de Cristóbal Gómez de Sandoval de la Cerda y Rojas, el 11 de noviembre de 1599 por el rey Felipe III;
- Condado de Ampudia, creado a favor de Francisco de Sandoval y Rojas, I duque de Lerma, el 31 de diciembre de 1602, por el rey Felipe III;
- Ducado de Cea, creado a favor de Cristóbal Gómez de Sandoval de la Cerda y Rojas, el 20 de enero de 1604, por el rey Felipe III
- Ducado de Uceda, creado a favor de Cristóbal Gómez de Sandoval de la Cerda y Rojas, el 16 de mayo de 1610 por el rey Felipe III;